# Río Acarigua (paroisse civile)
Pour les articles homonymes, voir Acarigua.
Río Acarigua est l'une des deux divisions territoriales et statistiques dont l'unique paroisse civile de la municipalité d'Araure dans l'État de Portuguesa au Venezuela. Sa capitale est Río Acarigua.